# Трудовые резервы (футбольный клуб, Ташкент)
«Трудовые резервы» — советский футбольный клуб из Ташкента. Основан не позднее 1958 года. Последнее упоминание в 1959 году.
Позже названия СКА Ташкент, ЦСКА Ташкент, Пахтакор-79, МХСК Ташкент, Курувчи Ташкент, Бунёдкор Ташкент.

## Достижения
- В первой лиге — 7 место (в зональном турнире класса «Б» 1959 года).
- В кубке СССР — поражение в 1/4 зонального финала (1959/1960).